# Lepidagathis linearis
Lepidagathis linearis är en akantusväxtart som beskrevs av T. Anders.. Lepidagathis linearis ingår i släktet Lepidagathis och familjen akantusväxter. Inga underarter finns listade i Catalogue of Life.